# Eustala decemtuberculata
Eustala decemtuberculata är en spindelart som beskrevs av Lodovico di Caporiacco 1955. Eustala decemtuberculata ingår i släktet Eustala och familjen hjulspindlar.
Artens utbredningsområde är Venezuela. Inga underarter finns listade i Catalogue of Life.